# The Hit Men 1977-91
 (septembre 2012).
Si vous disposez d'ouvrages ou d'articles de référence ou si vous connaissez des sites web de qualité traitant du thème abordé ici, merci de compléter l'article en donnant les références utiles à sa vérifiabilité et en les liant à la section « Notes et références ».
The Hit Men est une double compilation du groupe The Stranglers regroupant les singles sortis entre 1977 et 1991, accompagnés d'une sélection de titres tirés des 10 premiers albums.

## Liste des titres
CD 1
1. Grip'89
2. London Lady
3. Peaches
4. Go Buddy Go
5. Hanging Around
6. Choosey Susie
7. Something Better Change
8. Straighten Out
9. No More Heroes
10. English Towns
11. 5 Minutes
12. Nice 'n' Sleazy
13. Toiler on the Sea
14. Mean to Me
15. Walk On By
16. Duchess
17. Nuclear Device
18. Don't Bring Harry
19. The Raven
20. Bear Cage
21. Who Wants the World?

CD2
1. Waltzinblack
2. Thrown Away
3. Just Like Nothing on Earth
4. Let Me Introduce You to the Family
5. Golden Brown
6. La Folie
7. Tramp
8. Strange Little Girl
9. European Female
10. Midnight Summer Dream
11. Paradise
12. Skin Deep
13. No Mercy
14. Let Me Down Easy
15. Nice in Nice
16. Always the Sun (Sunny Side Up Mix)
17. Big in America
18. Shakin' Like a Leaf
19. Was it You? (Remix)
20. All Day and All of the Night
21. 96 Tears
22. Sweet Smell of Success